# Inga coerulescens
Inga coerulescens là một loài thực vật có hoa trong họ Đậu. Loài này được Walp. miêu tả khoa học đầu tiên năm 1840.